# Nissan Qashqai+2
O Nissan Qashqai+2 é uma versão de sete lugares do Qashqai, que começou a ser produzido em Julho de 2008. Lançado em Outubro de 2008, é uma variação maior do modelo padrão, com a distância entre os eixos prolongada em 135 milímetros. O comprimento total do carro é prolongado por 211 milímetros para permitir uma terceira fila de assentos e a altura do telhado é também aumentada em 38 mm na traseira. Para além de um chassis maior e adaptado e mais dois assentos, todo o resto do equipamento permanece igual ao do Qashqai padrão.